# August Piskorski

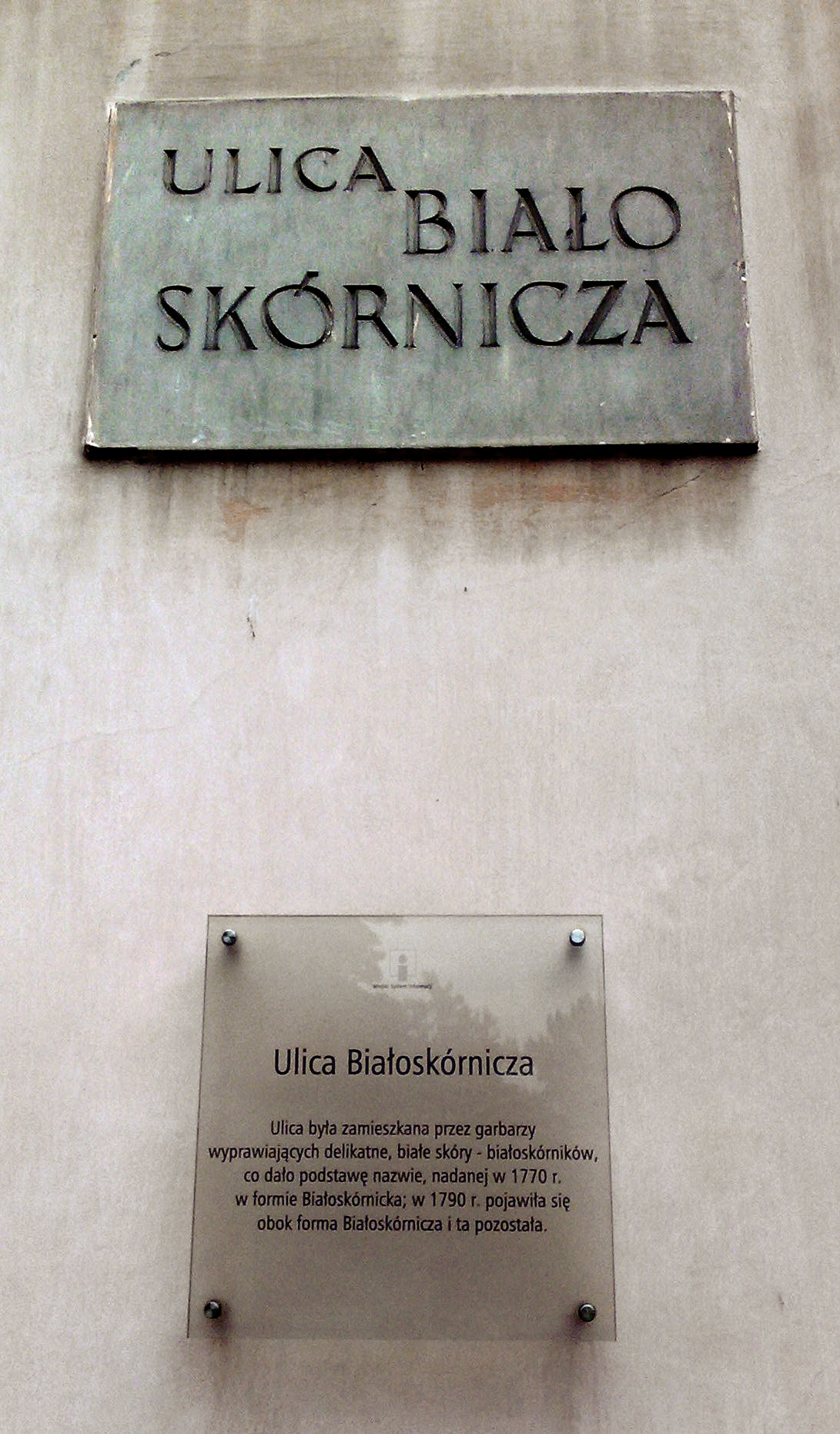
Tablice poświęcone warszawskim białoskórnikom na domu przy ul. Białoskórniczej w Warszawie

August Jan Piskorski (ur. 27 sierpnia 1819 w Warszawie, zm. 27 lutego 1889 w Kijowie) – protoplasta najstarszego polskiego rodu białoskórników w Warszawie. Pierwszy Polak w warszawskim cechu białoskórników.

## Białoskórnictwo w Warszawie w XIX wieku  i w pierwszej połowie XX wieku
Białoskórnictwo w Warszawie zaczęło rozwijać na początku XIX w. W 1810 roku pracowało w Warszawie 7 białoskórników. W  1819 roku już 12, a w 1827 – 27. Byli to głównie Niemcy i – później – Żydzi. W 1833 roku utworzyli oni cech białoskórników. Liczebność cechu była zmienna, w 1864 roku członków Zgromadzenia Białoskórników było 16. Ponadto działało 3 rzemieślników konsensowych (nie należących do cechu, ale mających zezwolenie na działalność). Jeśli chodzi o czeladników białoskórnictwa, to w 1854 roku było ich 39. W 1916 roku Cech Białoskórników im. św. Józefa liczył sobie 9 majstrów, 50 czeladników i 1 terminatora. Siedziba cechu mieściła się przy ul. Białoskórniczej 3 w zakładzie syna Augusta Piskorskiego – Wacława. Po I wojnie światowej struktura wyznaniowa rzemieślników warszawskich zmieniała się, w 1929 roku przedsiębiorstw chrześcijańskich było 9, a jedno – żydowskie.

## Biografia Augusta Piskorskiego
August Piskorski był początkowo uczniem w zakładzie białoskórniczym Michała Grossego w Warszawie. W 1840 roku, gdy żenił się z Justyną Kubicką, był czeladnikiem białoskórniczym. W księgach cechowych został zapisany pod datą 20 kwietnia 1844 roku. W tym samym roku założył fabrykę białoskórniczą przy ul. Białoskórniczej 3 na Mariensztacie w Warszawie. W 1850 roku był już mistrzem białoskórniczym. W 1855 roku fabryka została przyłączona do wodociągów (w tym samym czasie Mariensztat został objęty oświetleniem gazowym), co pozwoliło na znaczny wzrost produkcji.
W latach 40. i 50. XIX wieku Piskorski mieszkał na Marymoncie (do 1843 roku), przy ul. Pokornej 2224 (w 1844 roku), ul. Kłopot 2142 (1844 – około 1849) i przy ul. Gęstej 2741 (przed 1850 – około 1856). Posesja przy ul. Gęstej 2741, której był właścicielem w 1850 roku, składała się z pięciu budynków. 
W latach 50. XIX wieku wyprawił się po raz pierwszy do Żytomierza i Kijowa, gdzie się osiedlił około 1860 roku. Był założycielem białoskórnictwa na Ukrainie, wyszkolił tam wtedy szereg rzemieślników tego zawodu, którzy potem pracowali na Ukrainie i w Rosji. Podczas powstania styczniowego 1863 roku August Piskorski wyprawiał kożuchy dla powstańców, niektórych ukrywał u siebie w Kijowie.
W latach 1878–1881 był podstarszym cechu białoskórników w Warszawie, mieszkał wtedy przy Białoskórniczej 2625 (ta nieruchomość należała do niego co najmniej od 1870 roku). W latach 60. i 70. XIX wieku wielokrotnie podróżował między Kijowem a Warszawą. W 1883 roku wyjechał kolejny raz do Kijowa, gdzie – już jako wybitny białoskórnik-farbiarz – zmarł w 1889 roku.
August Piskorski pozostawił swój zakład przy ul. Białoskórniczej w Warszawie na Mariensztacie swojemu synowi – Wacławowi, który kontynuował zawód ojca, będąc starszym cechu białoskórników przez 43 lata.

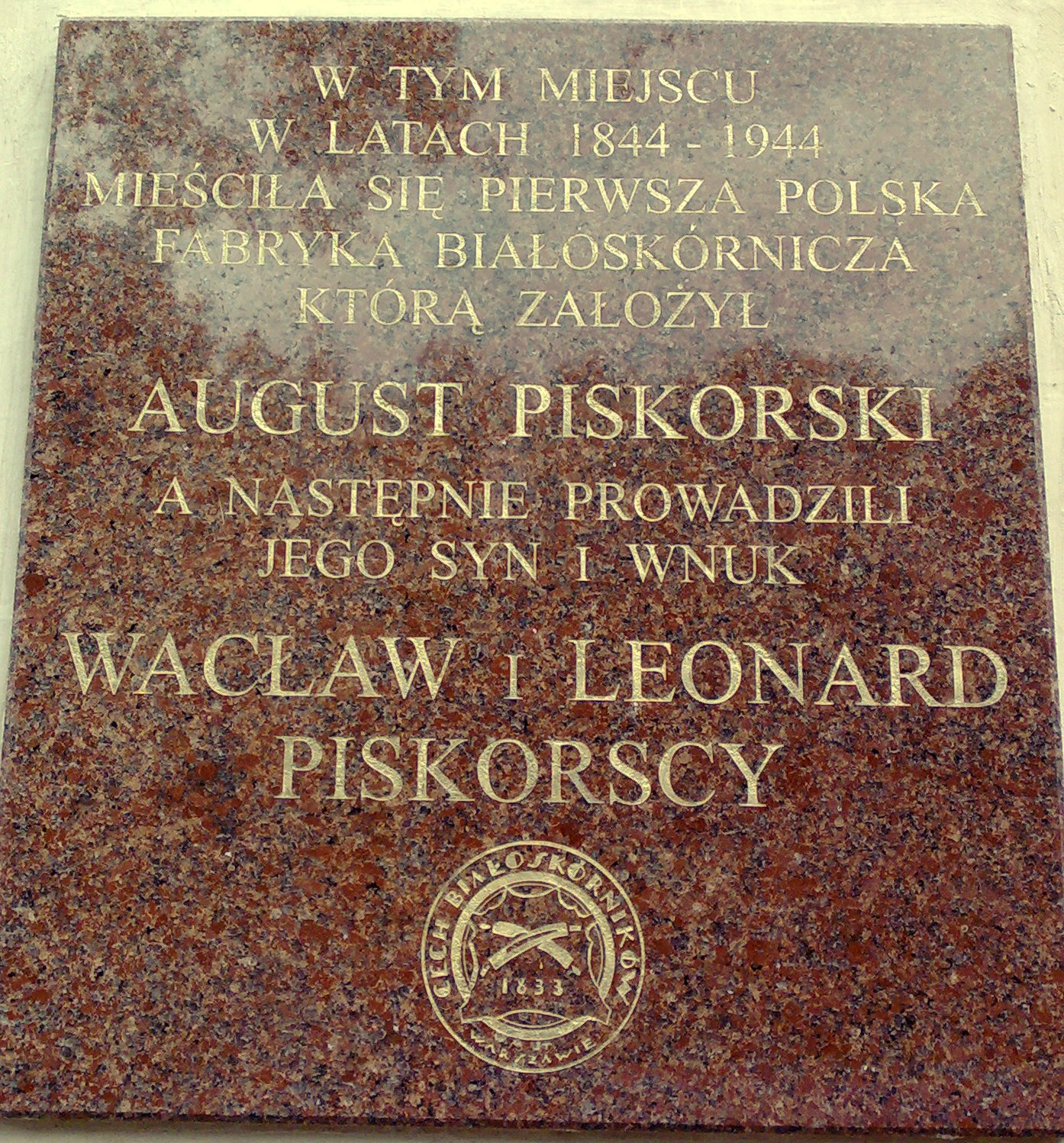
Tablica poświęcona rodowi Piskorskich na domu przy ul. Białoskórniczej w Warszawie

## Życie prywatne
August Piskorski był synem Józefa, cieśli, i Katarzyny z domu Omylickiej. Miał dwóch albo trzech braci. Był trzykrotnie żonaty:
- w 1840 roku ożenił się w Grójcu z Justyną Teklą Kubicką (1819–1849), z którą miał pięcioro dzieci
- w 1849 lub 1850 roku ożenił się z Franciszką Telesińską (1824–1861), siostrą Józefa Telesińskiego, słynnego skrzypka paryskiego. Z małżeństwa tego przyszło na świat pięcioro dzieci, w tym Wacław, ojciec m.in. Leonarda i Tomasza, oraz Karolina Tryuk, której potomkiniami są m.in. Krystyna Tryuk i Małgorzata Tryuk. Franciszka wyjechała z Augustem do Kijowa, gdzie zmarła i została pochowana na cmentarzu Bajkowa
- w 1862 roku ożenił się w Warszawie z Kornelią Barbarą Pepłowską (1835–1910), córką dyrektora Banku Polskiego. Miał z nią siedmioro dzieci. Mieszkali w Kijowie, Kornelia została pochowana na cmentarzu Bajkowa[8].

Wszystkie dzieci Augusta rodziły się w Warszawie, a on był obecny na ich chrzcinach (z wyjątkiem najstarszego syna z małżeństwa z Franciszką Telesińską, Benona Augusta: 2 maja 1851 roku był w Paryżu).
Został pochowany w grobie rodzinnym na cmentarzu Bajkowa w Kijowie.